# Ladnokvět

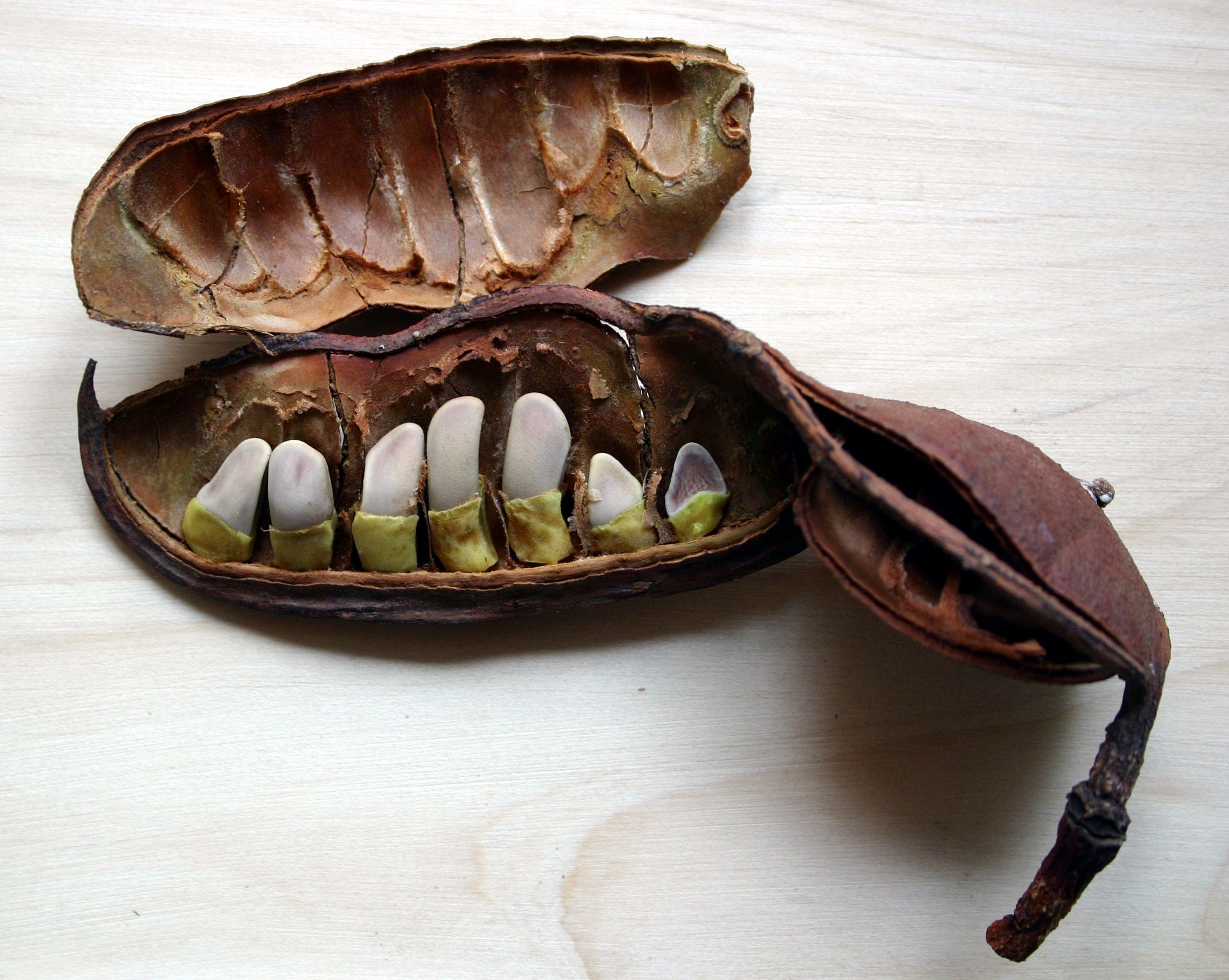
Plody Schotia brachypetala

Ladnokvět (Schotia) je rod rostlin z čeledi bobovité. Zahrnuje 4 druhy a je rozšířen v jižní části Afriky. Ladnokvěty jsou keře a stromy se zpeřenými listy a nápadnými růžovými nebo červenými květy. Druh Schotia brachypetala a řidčeji i jiné druhy se pěstují v tropech jako okrasné rostliny. V místě původu mají i další využití.

## Popis
Ladnokvěty jsou keře a stromy dorůstající výšky až 22 metrů. Listy jsou střídavé, sudozpeřené, složené ze 3 až 7 párů poněkud kožovitých, vstřícných lístků. Palisty jsou nápadné, vytrvalé. Druh Schotia brachypetala je v chladnějších oblastech opadavý. Květy jsou růžové nebo jasně červené, řidčeji téměř bělavé, uspořádané v hroznech nebo krátkých latách. Kalich je složen ze 4 volných lístků, zelený nebo růžový až červený. Koruna je dvoustranně souměrná, složená z 5 volných lístků. Korunní lístky nejsou na bázi nehetnaté. U druhu Schotia brachypetala je koruna redukovaná na úzké nitky a její funkci přebírá červeně zbarvený kalich, tyčinky a květní stopka. Tyčinek je 10. Semeník je stopkatý a obsahuje mnoho vajíček. Plody jsou buď lusky pukající dvěma chlopněmi nebo jsou nepukavé a po nějaké době vypadávající z vytrvalého rámečku. Semena mají olejnatý míšek.

## Rozšíření
Rod ladnokvět zahrnuje celkem 4 druhy, rozšířené v jižní části Afriky na jih od řeky Zambezi. Areál rozšíření rodu sahá od Namibie po Mosambik a Jihoafrickou republiku. Druh Schotia latifolia je endemit Jihoafrické republiky, Schotia afra se nad to vyskytuje i v Namibii. Zbývající druhy mají rozsáhlejší areál výskytu.
Ladnokvěty se vyskytují na lesních okrajích, v lesích, keřové a zakrslé vegetaci. Často rostou na březích řek nebo na termitištích.

## Ekologické interakce
Květy ladnokvětů vytvářejí množství nektaru a jsou opylovány zejména strdimily, navštěvuje je však také různý hmyz (vosy, včely, brouci, mouchy ap.).
Způsoby šíření semen jsou u různých druhů různé. Semena mají olejnatý míšek, který láká zejména ptáky. Semeny se živí také opice. Zralá semena Schotia afra jsou z pukajících lusků vystřelována do okolí do značné vzdálenosti. Lusky Schotia brachypetala zůstávají viset na stromě a po puknutí vystavují semena se žlutým míškem. Plody Schotia latifolia se rozpadají a na stromě zůstává pouze vytrvalý rámeček s visícími semeny.

## Význam
Druh Schotia brachypetala je pěstován jako okrasná dřevina i v jiných částech tropů a v některých oblastech subtropů, např. v Kalifornii. Vyznačuje se nápadnými červenými květy v bohatých květenstvích. V menší míře se jako okrasná dřevina pěstuje i Schotia afra. Semena ladnokvětů jsou po uvaření jedlá. Různé druhy jsou těženy pro dřevo, využívány v místní medicíně nebo jsou z nich získávána barviva či třísloviny.